# Parachromis
Parachromis – rodzaj słodkowodnych ryb okoniokształtnych z rodziny pielęgnicowatych (Cichlidae).

## Występowanie
Ameryka Środkowa

## Klasyfikacja
Gatunki zaliczane do tego rodzaju:
- Parachromis dovii (Günther, 1864) – pielęgnica wilkowata[3]
- Parachromis friedrichsthalii (Heckel, 1840)
- Parachromis managuensis (Günther, 1867) – pielęgnica managuańska[potrzebny przypis]
- Parachromis motaguensis (Günther, 1867)
- Parachromis multifasciatus (Regan, 1905)